# Phương diện quân Ukraina 2
Phương diện quân Ukraina 2 (tiếng Nga: 2-й Украинский фронт) là một tổ chức tác chiến chiến lược của Hồng quân Liên Xô trong Thế chiến thứ hai, hoạt động trên hướng Tây Nam Ukraina, Đông Nam và Trung Âu.

## Lịch sử
Phương diện quân được thành lập ngày 20 tháng 10 năm 1943 trên cơ sở đổi tên từ Phương diện quân Thảo nguyên, theo chỉ thị của Đại bản doanh Bộ Tổng tư lệnh tối cao (Stavka) ngày 16 tháng 10 năm 1943.
Từ tháng 10-12 năm 1943, lực lượng phương diện quân đã thực hiện các chiến dịch Pyatikhat và Znamenska để mở rộng đầu cầu bị chiếm giữ ở bờ phải sông Dniepr trên đoạn từ Kremenchug đến Dnepropetrovsk, đến ngày 20 tháng 12 đã đến được Kirovograd và Krivoy Rog.
Trong đợt tấn công chiến lược của Hồng quân vào bờ phải Ukraina vào mùa đông năm 1944, lực lượng phương diện quân thực hiện Chiến dịch tấn công Kirovograd, sau đó phối hợp với Phương diện quân Ukraina 1 tiến hành Chiến dịch hợp vây Korsun–Shevchenkovsky, bao vây và tiêu diệt 10 sư đoàn Đức.
Mùa xuân năm 1944, phương diện quân tiến hành Chiến dịch tấn công Uman–Botoşani, phối hợp với Phương diện quân Ukraina 1, đánh bại Tập đoàn quân 8 (Đức) và một phần lực lượng của Tập đoàn quân xe tăng 1 (Đức). Kết quả chiến dịch, dải phòng thủ của Cụm tập đoàn quân Nam của Đức bị cắt đôi, một phần quan trọng của khu vực bờ phải Ukraina và Moldavia được giải phóng, Hồng quân bắt đầu tiến vào biên giới Romania.
Tháng 8 năm 1944, phương diện quân tham gia Chiến dịch tấn công chiến lược Iaşi-Chişinău, tiêu diệt 22 sư đoàn Đức và gần như tất cả các sư đoàn Rumani tham chiến. Thất bại này buộc Romania phải rút ra khỏi chiến tranh. Thậm chí, quân đội Rumani còn phối hợp với lực lượng phương diện quân trong Chiến dịch tấn công Bucharest-Arad vào tháng 9 năm 1944, giải phóng gần như hoàn toàn lãnh thổ của Romania và gây ra thiệt hại lớn cho quân Đức.

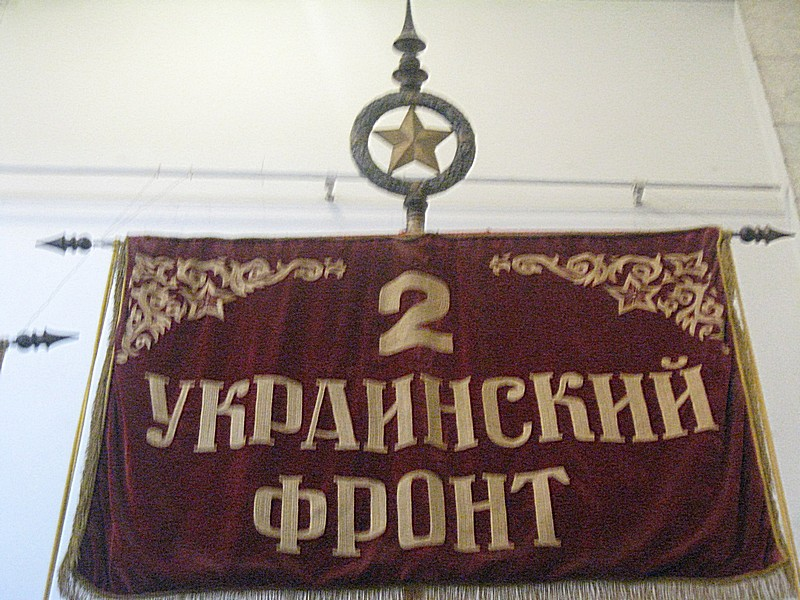
Cờ hiệu của Phương diện quân Ukraina 2 sử dụng trong diễn binh mừng chiến thắng.

Tháng 10 năm 1944, phương diện quân tiến hành Chiến dịch Debrecen, đánh bại Cụm tập đoàn quân Nam (Đức) và chiếm được vị trí bàn đạp thuận lợi để tiến đánh quân Đức ở khu vực Budapest. Sau đó, lực lượng của phương diện quân phối hợp với một phần lực lượng của Phương diện quân Ukraina 3 và Hạm đội Danube, thực hiện chiến dịch Budapest, bao vây và tiêu diệt cụm quân Đức lên đến 188.000 người, chiếm Budapest và tạo điều kiện cho một cuộc tấn công vào hướng Vienna.
Tháng 3-4 năm 1945, cánh trái phương diện quân tham gia Chiến dịch Viên, phối hợp với Phương diện quân Ukraina 3, hoàn thành việc chiếm Hungary, giải phóng một phần quan trọng của Tiệp Khắc, Đông Áo và Vienna. Cùng lúc đó, lực lượng cánh phải phương diện quân tiến hành chiến dịch Banska-Bystritsky ở Karpat.
Từ ngày 6-11 tháng 5, lực lượng phương diện quân tham gia Chiến dịch Praha, giải phóng Tiệp Khắc. Ngày 10 tháng 5, các đơn vị cánh trái phương diện quân đã gặp các lực lượng Mỹ ở khu vực Písek và České Budějovice.
Sau chiến tranh, phương diện quân được giải tán vào ngày 10 tháng 6 năm 1945 theo chỉ thị của Stavka ngày 29 tháng 5 năm 1945.

## Lãnh đạo phương diện quân

### Tư lệnh
| STT | Ảnh | Họ tên           | Thời gian sống | Thời gian tại nhiệm            | Cấp bậc tại nhiệm                           | Ghi chú |
| --- | --- | ---------------- | -------------- | ------------------------------ | ------------------------------------------- | ------- |
| 1   |     | I.S. Konev       | 1897 - 1973    | tháng 10, 1943 - tháng 5, 1944 | Đại tướng (1943) Nguyên soái Liên Xô (1944) |         |
| 2   |     | R.Ya. Malinovsky | 1898 - 1967    | tháng 5, 1944 - tháng 6, 1945  | Đại tướng (1943) Nguyên soái Liên Xô (1944) |         |

### Ủy viên Hội đồng quân sự
| STT | Ảnh | Họ tên          | Thời gian sống | Thời gian tại nhiệm            | Cấp bậc tại nhiệm          | Ghi chú                     |
| --- | --- | --------------- | -------------- | ------------------------------ | -------------------------- | --------------------------- |
| 1   |     | I.Z. Susaykov   | 1903 - 1962    | tháng 10, 1943 - tháng 3, 1945 | Trung tướng xe tăng (1943) | Thượng tướng xe tăng (1968) |
| 2   |     | A.N. Tevchenkov | 1902 - 1975    | tháng 3, 1945 - tháng 6, 1945  | Trung tướng (1943)         |                             |

### Tham mưu trưởng
| STT | Ảnh | Họ tên        | Thời gian sống | Thời gian tại nhiệm            | Cấp bậc tại nhiệm                    | Ghi chú                    |
| --- | --- | ------------- | -------------- | ------------------------------ | ------------------------------------ | -------------------------- |
| 1   |     | M.V. Zakharov | 1898 – 1972    | tháng 10, 1943 - tháng 6, 1945 | Thượng tướng (1943) Đại tướng (1945) | Nguyên soái Liên Xô (1959) |

## Biên chế chủ lực

### 1 tháng 1 năm 1944
- Tập đoàn quân cận vệ 4
- Tập đoàn quân cận vệ 5
- Tập đoàn quân cận vệ 7
- Tập đoàn quân 37
- Tập đoàn quân 52
- Tập đoàn quân 53
- Tập đoàn quân 57
- Tập đoàn quân xe tăng cận vệ 5
- Tập đoàn quân không quân 5

### 1 tháng 4 năm 1944
- Tập đoàn quân cận vệ 4
- Tập đoàn quân cận vệ 5
- Tập đoàn quân cận vệ 7
- Tập đoàn quân 27
- Tập đoàn quân 40
- Tập đoàn quân 52
- Tập đoàn quân 53
- Tập đoàn quân xe tăng cận vệ 5
- Tập đoàn quân xe tăng 2
- Tập đoàn quân xe tăng 6
- Tập đoàn quân không quân 5

### 1 tháng 7 năm 1944
- Tập đoàn quân cận vệ 4
- Tập đoàn quân cận vệ 7
- Tập đoàn quân 27
- Tập đoàn quân 40
- Tập đoàn quân 52
- Tập đoàn quân 53
- Tập đoàn quân xe tăng 6
- Tập đoàn quân không quân 5

### 1 tháng 10 năm 1944
- Tập đoàn quân cận vệ 7
- Tập đoàn quân 27
- Tập đoàn quân 40
- Tập đoàn quân 46
- Tập đoàn quân 53
- Tập đoàn quân xe tăng cận vệ 6
- Tập đoàn quân không quân 5

### 1 tháng 1 năm 1945
- Tập đoàn quân cận vệ 7
- Tập đoàn quân 27
- Tập đoàn quân 40
- Tập đoàn quân 53
- Tập đoàn quân xe tăng cận vệ 6
- Tập đoàn quân không quân 5

### 1 tháng 4 năm 1945
- Tập đoàn quân cận vệ 7
- Tập đoàn quân 40
- Tập đoàn quân 46
- Tập đoàn quân 53
- Tập đoàn quân không quân 5
- Tập đoàn quân 1 (Rumani)
- Tập đoàn quân 4 (Rumani)
- Cụm kỵ binh cơ giới cận vệ 1